# Ialisos

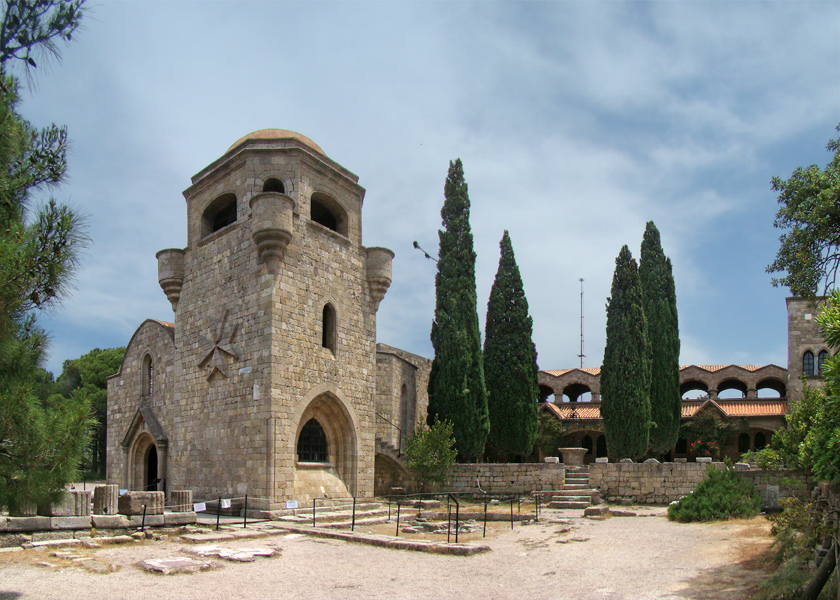
Monasterio del Fileremo

Ialisos o Yáliso (en griego, Ιαλυσός; en latín, Ialysus) era, en la Antigüedad, una de las tres ciudades de la isla de Rodas. Corresponde a la moderna ciudad llamada Trianda, a la que también se conoce bajo el nombre de Ialisos. Administrativamente, Ialisos es actualmente una unidad municipal del municipio de Rodas. Quedan muy pocos restos de la antigua ciudad. 

## Historia
El lugar donde se asentaba Ialisos estuvo habitado desde el periodo neolítico. A partir del siglo IX a. C. estaba entre los puertos griegos frecuentados por fenicios.
Es citada por Homero en el catálogo de las naves de la Ilíada, junto a Lindos y Cámiros, como las ciudades rodias que participaron en la guerra de Troya bajo el mano de Tlepólemo.
Ialisos fue una de las seis ciudades de la hexápolis dórica. Estaba al sudoeste de la ciudad de Rodas, que fue fundada en el 408 a. C., y cuyo crecimiento a partir de entonces provocó la decadencia de Ialisos. En tiempos de Estrabón era una pequeña ciudad que ya no era independiente.
La ciudad tenía una ciudadela llamada Oquiroma. El territorio de la ciudad se llamaba Ialisia. 
Ialisos fue abandonada durante el Imperio romano. La fortaleza se convirtió en sede de un santuario y de un castillo bizantino, hasta que en 1306 fue conquistada por los Caballeros de San Juan, quienes construyeron en ella su castillo y la iglesia de Santa María del Fileremo, de estilo gótico provenzal. 
El último conquistador de la fortaleza fue Solimán, el cual en 1522 estableció en ella su propio cuartel, pocos meses antes de que los Caballeros de San Juan se rindieran a sus tropas.

## Hallazgos arqueológicos
Las excavaciones en el lugar fueron realizadas durante la ocupación italiana de Rodas, en 1914 y luego entre 1923 y 1926, por la Escuela Arqueológica Italiana de Atenas.
El área del norte de la isla de Rodas, donde se ubica Ialisos, fue habitada desde la prehistoria, como atestiguan los restos del periodo minoico hallados en Trianta. Por otra parte, en dos colinas cercanas se han hallado cementerios micénicos que puede fecharse entre 1700 y 1400 a. C.
Bajo la vertiente meridional de la acrópolis se halló una fuente monumental del siglo IV a. C., perteneciente a los edificios que debían decorar la acrópolis y que constituye el monumento más interesante de la zona desde el punto de vista arquitectónico. Reutilizada y transformada en época medieval, quedó completamente enterrada por un desmoronamiento. En 1923 fue desenterrada la estructura. Algunos elementos de la columnata aparecieron a lo largo de la pendiente del monte y en las casas de la villa de abajo.
La construcción, de planta rectangular, se apoya en la parte rocosa del monte. El agua del manantial se recogía a través de dos bocas en forma de prótome leonina en un amplio estanque delimitado por un parapeto. Este último estaba formado por pilares unidos por lastras también decoradas, con prótomes leoninas. La fachada de la fuente, a la que se llegaba a través de una breve rampa, está formada por seis columnas dóricas, que formaban un pequeño pórtico.

### Templo de Atenea Ialisa
Había un templo dedicado a Atenea Ialisa en lo alto del monte Fileremo. La investigación de este santuario ha sido difícil porque la cima de la acrópolis fue ocupada, en época bizantina y medieval, por una serie de fortificaciones que reutilizaron materiales antiguos.
Luigi Pernier, junto al claustro medieval, sacó a la luz un tramo de muro antiguo. Las excavaciones sistemáticas de 1923 pudieron aislar el edificio y explorar el área circundante. 
El templo, del que quedan sólo los cimientos se remonta a la última fase edilicia del santuario (siglos III-II a. C.) y presentaba una planta análoga a la del templo de Atenea en Lindos, con cuatro columnas delante del pronaos y del opistodomos, pero era de mayores proporciones que aquel.
En el interior de la cella, delante de la base destinada a recibir la estatua de la diosa se halló un tosco pavimento de lastras irregulares directamente colocadas sobre la roca, que se trataba de los restos de una fase precedente a la edificación del santuario.

Apareció un rico cofre votivo, con gran cantidad de exvotos datables entre el IX y el siglo V a. C.
Los hallazgos más antiguos, que se remontan al periodo comprendido ente el siglo X a. C. y el siglo VI a. C., atestiguan la supervivencia de un culto prehelénico, al que se había superpuesto el de Atenea. La presencia de numerosos objetos de indumentaria femenina (solo las hebillas eran más de 2.000) indica que Atenea era venerada como diosa protectora de las mujeres.